# 딸기나무아과
딸기나무아과(----亞科, 학명: Arbutoideae 아르부토이데아이[*])는 진달래과의 아과이다. 계통 분석 결과, 딸기나무속을 제외한 모든 속이 단계통군으로 지지되고 있다.

## 하위 분류
- 곰들쭉속(Arctostaphylos Adans.)
- 딸기나무속(Arbutus L.)
- 홍월귤속(Arctous Nied.)
- Comarostaphylis Zucc.
- Ornithostaphylos Small
- Xylococcus Nutt.